# كومسيك
اللجنة الدائمة للتعاون الاقتصادي والتجاري لمنظمة التعاون الإسلامي وتعرف اختصارا بكومسيك (بالإنجليزية: COMCEC)‏ هي واحدة من أربع لجان دائمة لمنظمة التعاون الإسلامي (OIC). تم تأسيسها في عام 1981 في مؤتمر القمة الإسلامي الثالث الذي انعقد في مكة المكرمة/الطائف وتعمل كمنتدى تعاون اقتصادي وتجاري متعدد الأطراف في العالم الإسلامي. تجتمع اللجنة سنويا على المستوى الوزاري في إسطنبول برئاسة رئيس جمهورية تركيا.
يتجلى عمل اللجنة في التعاون على مستوى التجارة، والنقل، والزراعة، والسياحة، وتخفيف حدة الفقر، والتعاون المالي وكذلك التعاون على مستوى القطاع الخاص.

## الأهداف
تُحدد الكومسيك الأهداف التالية على موقعها على الإنترنت:
- مواجهة التحديات الاقتصادية للأمة الإسلامية والمساهمة في الجهود الإنمائية للدول الأعضاء.
- إنتاج ونشر المعرفة وتبادل الخبرات وأفضل الممارسات وتطوير فهم مشترك وسياسات تقريبية بين الدول الأعضاء تماشيا مع رؤية ومبادئ استراتيجيتها.[2]
- أن يكون بمثابة المنتدى الرئيسي للدول الأعضاء لمناقشة القضايا الاقتصادية والتجارية الدولية.
- دراسة جميع الوسائل الممكنة لتعزيز التعاون الاقتصادي والتجاري بين الدول الأعضاء.
- وضع البرامج وتقديم المقترحات المصممة لزيادة رفاهية الدول الأعضاء.
- ضمان التنسيق الشامل لأنشطة منظمة المؤتمر الإسلامي المتعلقة بالتعاون الاقتصادي والتجاري بين الدول الأعضاء.

## التاريخ
- 14-16 نوفمبر 1984 : الجلسة الأولى للكومسيك في إسطنبول.
- من 4 إلى 7 سبتمبر 1988 : في الدورة الرابعة للكومسيك في إسطنبول، اعتمدت الدول المبادئ التوجيهية الأساسية لإقامة نظام تفضيلي للتجارة بين الدول الأعضاء في منظمة المؤتمر الإسلامي (إعلان النوايا).
- من 7 إلى 10 أكتوبر 1990 : في مؤتمر القمة السادس، قدمت الكومسيك مسودة اتفاقية إطارية حول نظام الأفضليات التجارية والتي سيتم تبنيها بعد ذلك.

## العضوية

### الدول الأعضاء
| - Egypt (تاريخ الانضمام: 1969) - Libya (تاريخ الانضمام: 1969) - Indonesia (تاريخ الانضمام: 1969) - Togo (تاريخ الانضمام: 1997) - Burkina Faso (تاريخ الانضمام: 1974) - Malaysia (تاريخ الانضمام: 1969) - Iraq (تاريخ الانضمام: 1975) - Tunisia (تاريخ الانضمام: 1969) - Guyana (تاريخ الانضمام: 1998) - Algeria (تاريخ الانضمام: 1969) - Kazakhstan (تاريخ الانضمام: 1995) - Turkey (تاريخ الانضمام: 1969) - Somalia (تاريخ الانضمام: 1969) - Bangladesh (تاريخ الانضمام: 1974) - Lebanon (تاريخ الانضمام: 1969) | - Turkmenistan (تاريخ الانضمام: 1992) - Nigeria (تاريخ الانضمام: 1986) - Albania (تاريخ الانضمام: 1992) - Maldives (تاريخ الانضمام: 1976) - Uganda (تاريخ الانضمام: 1974) - Jordan (تاريخ الانضمام: 1969) - Azerbaijan (تاريخ الانضمام: 1992) - Mali (تاريخ الانضمام: 1969) - Uzbekistan (تاريخ الانضمام: 1996) - Iran (تاريخ الانضمام: 1969) - Benin (تاريخ الانضمام: 1983) - Mozambique (تاريخ الانضمام: 1994) - Yemen (تاريخ الانضمام: 1969) - Mauritania (تاريخ الانضمام: 1969) - Cameroon (تاريخ الانضمام: 1974) | - Niger (تاريخ الانضمام: 1969) - Qatar (تاريخ الانضمام: 1972) - Pakistan (تاريخ الانضمام: 1969) - Chad (تاريخ الانضمام: 1969) - Senegal (تاريخ الانضمام: 1969) - Brunei Darussalam - Afghanistan (تاريخ الانضمام: 1969) - Ivory Coast (تاريخ الانضمام: 2001) - Sierra Leone (تاريخ الانضمام: 1972) - Oman (تاريخ الانضمام: 1972) - Bahrain (تاريخ الانضمام: 1972) - Djibouti (تاريخ الانضمام: 1978) - Tajikistan (تاريخ الانضمام: 1992) - Kuwait (تاريخ الانضمام: 1969) - Morocco (تاريخ الانضمام: 1969) | - Gabon (تاريخ الانضمام: 1974) - Gambia (تاريخ الانضمام: 1974) - Palestine (تاريخ الانضمام: 1969) - Saudi Arabia (تاريخ الانضمام: 1969) - Guinea (تاريخ الانضمام: 1969) - Sudan (تاريخ الانضمام: 1969) - United Arab Emirates (تاريخ الانضمام: 1972) - Kyrgyz Republic (تاريخ الانضمام: 1992) - Guinea-Bissau (تاريخ الانضمام: 1974) - Suriname (تاريخ الانضمام: 1996) - Comoros (تاريخ الانضمام: 1976) |

### المراقبين
- Bosnia and Herzegovina
- Thailand
- Russia
- Central African Republic
- Northern Cyprus

## نظام التجارة التفضيلية (TPS-OIC)
يهدف نظام الأفضليات التجارية إلى تشجيع التبادلات التجارية بين الدول الأعضاء في منظمة المؤتمر الإسلامي من خلال تبادل الأفضليات. وهو يشتمل على بند الأمة الأكثر تفضيلا، شريطة أن تحصل جميع الدول المشاركة في TPS-OIC على مزايا تجارية متساوية مثل «الدولة الأكثر رعاية» من قبل الدولة التي تمنح هذه المعاملة.

### التجارة بين دول منظمة المؤتمر الإسلامي
يشير الموقع الرسمي إلى هدف أن تصل التبادلات التجارية بين بلدان منظمة المؤتمر الإسلامي نسبة 20٪ بحلول عام 2015. ومع ذلك، يرى بعض الاقتصاديين أن هذا الهدف غير واقعي.
| عام  | التجارة داخل منظمة المؤتمر الإسلامي (كنسبة مئوية من إجمالي التجارة) |
| ---- | ------------------------------------------------------------------- |
| 2009 | 16,7 ٪                                                              |
| 2010 | 17,0 ٪                                                              |
| 2011 | 17,8 ٪                                                              |
| 2012 | غيرمعروفة                                                           |
| 2013 | 18,2 ٪                                                              |

### وثائق قانونية
- اتفاقية الإطار TPS-OIC (دخول حيز النفاذ: 2002).
- البروتوكول الخاص بخطة التعريفة التفضيلية (PRETAS) (بدء النفاذ: فبراير 2010).
- النظام الداخلي للجنة.

## روابط خارجية
- الموقع الرسمي